# Fossula
Fossula је род слатководних шкољки из породице Mycetopodidae.

## Врсте
Врсте у оквиру рода Fossula:
- Fossula fossiculifera (d'Orbigny, 1835)